# Discophyton rudyi
Discophyton rudyi is een zachte koraalsoort uit de familie Alcyoniidae. De koraalsoort komt uit het geslacht Discophyton. Discophyton rudyi werd in 1992 voor het eerst wetenschappelijk beschreven door Verseveldt & van Ofwegen. 